# Villethierry
Villethierry település Franciaországban, Yonne megyében. Lakosainak száma 800 fő (2022. január 1.). Villethierry Saint-Agnan, Blennes, Diant, Champigny, Chaumont, Lixy és Vallery községekkel határos.

## Népesség
A település népessége az elmúlt években az alábbi módon változott:
| Lakosok száma | 832  | 842  | 854  | 838  | 828  | 819  | 809  | 800  | 800  |
|               | 2013 | 2015 | 2016 | 2017 | 2018 | 2019 | 2020 | 2021 | 2022 |